# Stefan Everts
 (août 2021).
Si vous disposez d'ouvrages ou d'articles de référence ou si vous connaissez des sites web de qualité traitant du thème abordé ici, merci de compléter l'article en donnant les références utiles à sa vérifiabilité et en les liant à la section « Notes et références ».
Pour les articles homonymes, voir Everts.

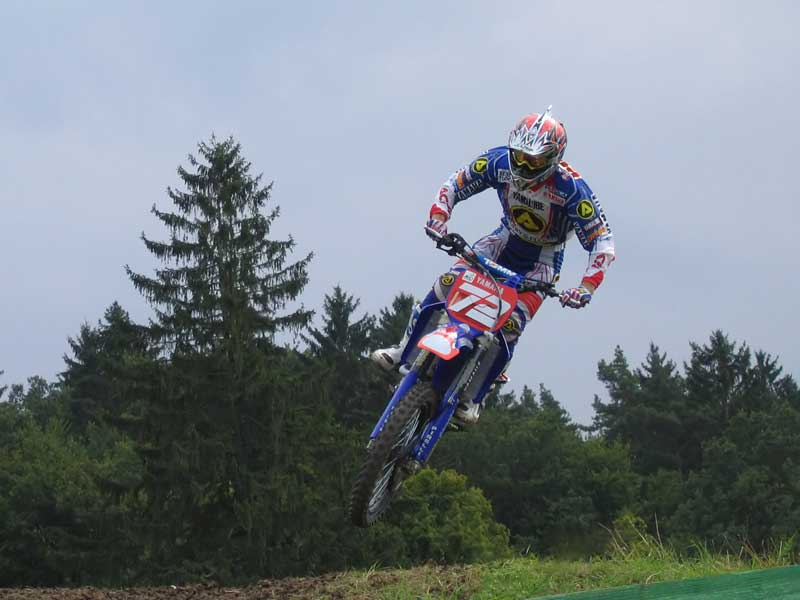
Stefan Everts au Grand Prix d'Allemagne 2005

Stefan Everts, né à Neeroeteren dans la province de Limbourg en Belgique le 25 novembre 1972, est un pilote belge de motocross. Il est dix fois champion du monde de motocross et le plus titré de la discipline.

## Biographie
Fils d'un ex-champion du monde de motocross, Harry Everts, quatre fois titré, il découvre très tôt le monde de la moto, enfourchant sa première moto à l'âge de 4 ans. Il fait ses débuts dans le monde des Grands Prix moto à 17 ans, concourant dans la catégorie 125 cm3. Deux ans plus tard, il remporte son premier titre. À l'époque, il devient le plus jeune pilote à obtenir un titre mondial.
Passé à la catégorie 250 cm3, il remporte trois titres consécutifs entre 1995 et 1997. En 2001, après un nouveau changement de catégorie, il obtient le titre en 500 cm3 devenant le deuxième pilote, après Eric Geboers, à remporter les titres dans les trois catégories 125, 250 et 500 (le vainqueur des trois catégories obtient le surnom de "Monsieur 875"). Avec ce titre, il devient également le premier pilote à être titré avec les quatre constructeurs japonais, Suzuki, Kawasaki, Honda et Yamaha.
Lors des cinq années suivantes, il remporte cinq nouveaux titres, un en 500, un dans la nouvelle catégorie Motocross GP puis trois en MX1. Durant ces années, il réalise un nouvel exploit : en 2003, lors du Grand Prix de France à Ernée sur le circuit Raymond Demy, il remporte le même jour les trois catégories 125, Motocross GP et 650, fait unique dans la discipline.
Son dernier titre MX1 (2006) est obtenu en lors d'une saison où il remporte quatorze des quinze Grands Prix disputés, n'abandonnant que trois manches (sur trente) à ses adversaires. Dix fois champion du monde, Stefan Everts détient le plus beau palmarès du motocross mondial. Il devance Antonio Cairoli (9 titres), Joël Robert (6 titres), Roger DeCoster et Georges Jobé (cinq titres).
En 2006, il devient grand officier de l'Ordre de Léopold et met un terme à sa carrière par la même occasion. De 2006 à juillet 2015, il dirige le team autrichien KTM Racing team en catégorie MX2. Depuis juillet 2015, il est de retour chez Suzuki et dirige maintenant les team MXGP et MX2.
Il s'investit dans l'accompagnement de son fils Liam Everts en championnat du monde de motocross.

## Palmarès
- Vainqueur de 101 Grands Prix dans sa carrière dont 14 sur 15 en 2006 lors de sa dernière saison.
- Vainqueur de 27 manches sur 30 en 2006 (il a mené 503 des 601 tours parcourus lors de la saison 2006).
- Dix fois Champion du Monde de motocross[2] :
  - Champion du monde de motocross, catégorie MX1, en 2004, 2005 et 2006 sur Yamaha 450 YZF ;
  - Champion du monde de motocross 500 cm3 en 2001 et 2002 sur Yamaha YZF ;
  - Champion du monde de motocross 250 cm3 en 1995 sur Kawasaki 250 Kx, 1996 et 1997 sur Honda 250 Cr et en 2003 (Motocross GP) sur Yamaha 450 YZF ;
  - Champion du monde de motocross 125 cm3 en 1991 sur Suzuki 125 Rm.
- Quintuple vainqueur du Motocross des nations :
  - en 2004 à Lierop (Pays-Bas), associé à Steve Ramon et à Kevin Strijbos ;
  - en 2003 à Zolder (Belgique), associé à Joël Smets et à Steve Ramon ;
  - en 1998 à Foxhill (Royaume-Uni), associé à Marnicq Bervoets et à Patrick Caps ;
  - en 1997 à Nismes (Belgique), associé à Joël Smets (500 cm3) et à Marnicq Bervoets (125 cm3) ;
  - en 1995 à Sverepec (Slovaquie), associé à Joël Smets (500 cm3) et à Marnicq Bervoets (250 cm3).
- Quintuple Champion de Belgique de motocross
  - MX1 en 2005.
  - 250 cm3 en 1993 et 1998.
  - 125 cm3 en 1990 et 1991.
- Champion d'Italie international de motocross en 1993.
- Vainqueur de la Coupe de l'Avenir (ca) en 1990.
- Vainqueur au général des ISDE en 2003 au Brésil.

## Distinctions
- Trophée national du Mérite sportif en 2003
- Sportif belge de l'année 2001, 2002, 2003, 2004 et 2006 selon l'Association professionnelle belge des journalistes sportifs - second en 1997